# Tommy Salo
Pour les articles homonymes, voir Salo.
Temple de la renommée du hockey suédois : 2013
Thomas Mikael Salo (né le 1er février 1971 à Surahammar en Suède) est un gardien de but professionnel suédois de hockey sur glace.

## Biographie

### Carrière de joueur
Il fut d'abord repêché du VIK Västerås HK, par les Islanders de New York en 5e ronde, 118e au total, du repêchage d'entrée dans la LNH 1993. Il joua aussi pour le MODO hockey, les Grizzlies de Denver et les Grizzlies de l'Utah de la ligue internationale de hockey, de même que pour les Islanders de New York, les Oilers d'Edmonton et l'Avalanche du Colorado de la Ligue nationale de hockey. Le 7 mars 2005, Salo annonce qu'il accroche ses patins. Puis, le 4 août de la même année, il annonce qu'il est revenu sur sa décision et qu'il signe avec les Frölunda Indians, ce qui créa un conflit avec le MODO qui avait accepté de mettre un terme à son contrat à la suite de sa retraite. Avec Salo revenant au jeu presque tout de suite après avoir annoncé sa retraite, le MODO exigea de Frölunda qu'ils paient pour Tommy. Le 11 août, la querelle est réglée, alors que le MODO retire ses exigences. Cela compléta un étrange coup du destin; Salo remplaçait ainsi Henrik Lundqvist comme gardien partant à Frölunda... tandis que Lundqvist prenait la place de Salo sur l'équipe nationale et en tant que vedette de la LNH.

### Carrière internationale
Il défendit avec brio le Tre Kronor au cours des Jeux olympiques de Lillehammer de 1994, alors que son pays remporta la médaille d'or par blanchissage. Il fit un arrêt clé face à Paul Kariya d'Équipe Canada au cours des tirs de fusillade pour donner à la Suède sa toute première médaille d'or Olympique en hockey sur glace de leur histoire. Cette victoire fut commémorée en Suède par un timbre montrant le but victorieux de Peter Forsberg, but qui n'aurait pas été victorieux sans l'arrêt de Salo.
On se souvient aussi de lui pour l'étrange but qu'il a accordé à la Biélorussie en quarts de finale des Jeux olympiques de Salt Lake City de 2002. C'était un lancer plutôt inoffensif, décoché bien avant la ligne bleue par Vladimir Kopat. Salo tenta de l'arrêter en sautant et parant son visage, mais la rondelle frappa son masque, s'éleva sans les airs, rebondit sur son dos et entra dans le filet, à la consternation des Suédois et inversement, à la plus grande joie des biélorusses qui n'étaient pas du tout favoris contre cette Suède qui avait été dominante tout au long du tournoi avant ce but désastreux. Salo devint le bouc-émissaire et fut largement critiqué pour avoir laissé entrer un tir qui n'aurait jamais dû entrer dans le but. Le capitaine Mats Sundin défendit son gardien en disant, avec raison, que toute l'équipe avait joué en deçà de ses capacités et qu'un simple but malchanceux n'aurait normalement pas dû coûter la victoire au Tre Kronor. Cette défaite fut un scandale en Suède.

### Carrière d’entraîneur
Tommy Salo a commencé une carrière d’entraîneur en 2007. Il a entraîné le Kungälvs IK, évoluant dans la Division 1, le troisième échelon suédois jusqu'en 2009. Il devient alors entraîneur-chef du club IK Oskarshamn dans l'Allsvenskan.

## Statistiques

### En club
| Saison     | Équipe                | Ligue      |     | Saison régulière | Saison régulière | Saison régulière | Saison régulière | Saison régulière | Saison régulière | Saison régulière | Saison régulière | Saison régulière | Saison régulière |    | Séries éliminatoires | Séries éliminatoires | Séries éliminatoires | Séries éliminatoires | Séries éliminatoires | Séries éliminatoires | Séries éliminatoires | Séries éliminatoires | Séries éliminatoires |
| Saison     | Équipe                | Ligue      | PJ  | V                | D                | Pr/N             | Min              | BC               | Moy              | % Arr            | Bl               | Pun              | PJ               | V  | D                    | Min                  | BC                   | Moy                  | % Arr                | Bl                   | Pun                  |                      |                      |
| 1990-1991  | IK Westmannia-Köping  | Division 1 | 24  |                  |                  |                  |                  |                  | 3,37             | 87,9             |                  |                  | -                | -  | -                    | -                    | -                    | -                    | -                    | -                    |                      |                      |                      |
| 1990-1991  | Västerås IK           | Elitserien | 2   |                  |                  |                  | 100              | 11               | 6,60             | 85,1             | 0                |                  | -                | -  | -                    | -                    | -                    | -                    | -                    | -                    |                      |                      |                      |
| 1991-1992  | IK Westmannia-Köping  | Division 1 | 29  |                  |                  |                  |                  |                  | 3,23             | 88,2             |                  |                  | -                | -  | -                    | -                    | -                    | -                    | -                    | -                    |                      |                      |                      |
| 1992-1993  | Västerås IK           | Elitserien | 24  |                  |                  |                  | 1 431            | 59               | 2,47             | 91,8             | 2                |                  | 2                |    |                      | 120                  | 6                    | 3,00                 | 89,5                 | 0                    |                      |                      |                      |
| 1993-1994  | Västerås IK           | Elitserien | 32  |                  |                  |                  | 1 896            | 106              | 3,35             | 88,5             | 0                |                  | 4                |    |                      | 240                  |                      | 4,75                 | 85,2                 | 0                    |                      |                      |                      |
| 1994-1995  | Grizzlies de Denver   | LIH        | 65  | 45               | 14               | 4                | 3 810            | 165              | 2,60             | 91,0             | 3                |                  | 8                | 7  | 0                    | 390                  | 20                   | 3,07                 | 89,0                 | 0                    |                      |                      |                      |
| 1994-1995  | Islanders de New York | LNH        | 6   | 1                | 5                | 0                | 358              | 18               | 3,02             | 90,5             | 0                |                  | -                | -  | -                    | -                    | -                    | -                    | -                    | -                    |                      |                      |                      |
| 1995-1996  | Grizzlies de l'Utah   | LIH        | 45  | 28               | 15               | 2                | 2 695            | 119              | 2,65             | 90,2             | 4                |                  | 22               | 15 | 7                    | 1 342                | 51                   | 2,28                 | 91,9                 | 3                    |                      |                      |                      |
| 1995-1996  | Islanders de New York | LNH        | 10  | 1                | 7                | 1                | 523              | 35               | 4,02             | 86,0             | 0                |                  | -                | -  | -                    | -                    | -                    | -                    | -                    | -                    |                      |                      |                      |
| 1996-1997  | Islanders de New York | LNH        | 58  | 20               | 27               | 8                | 3 208            | 151              | 2,82             | 90,4             | 5                |                  | -                | -  | -                    | -                    | -                    | -                    | -                    | -                    |                      |                      |                      |
| 1997-1998  | Islanders de New York | LNH        | 62  | 23               | 29               | 5                | 3 461            | 152              | 2,64             | 90,6             | 4                |                  | -                | -  | -                    | -                    | -                    | -                    | -                    | -                    |                      |                      |                      |
| 1998-1999  | Islanders de New York | LNH        | 51  | 17               | 26               | 7                | 3 018            | 132              | 2,62             | 90,4             | 5                |                  | -                | -  | -                    | -                    | -                    | -                    | -                    | -                    |                      |                      |                      |
| 1998-1999  | Oilers d'Edmonton     | LNH        | 13  | 8                | 2                | 2                | 700              | 27               | 2,31             | 90,3             | 0                |                  | 4                | 0  | 4                    | 296                  | 11                   | 2,23                 | 92,6                 | 0                    |                      |                      |                      |
| 1999-2000  | Oilers d'Edmonton     | LNH        | 70  | 27               | 28               | 13               | 4 164            | 162              | 2,33             | 91,4             | 2                |                  | 5                | 1  | 4                    | 297                  | 14                   | 2,83                 | 89,5                 | 0                    |                      |                      |                      |
| 2000-2001  | Oilers d'Edmonton     | LNH        | 73  | 36               | 25               | 12               | 4 364            | 179              | 2,46             | 90,4             | 8                |                  | 6                | 2  | 4                    | 406                  | 15                   | 2,22                 | 92,0                 | 0                    |                      |                      |                      |
| 2001-2002  | Oilers d'Edmonton     | LNH        | 69  | 30               | 28               | 10               | 4 035            | 149              | 2,22             | 91,3             | 6                |                  | -                | -  | -                    | -                    | -                    | -                    | -                    | -                    |                      |                      |                      |
| 2002-2003  | Oilers d'Edmonton     | LNH        | 65  | 29               | 27               | 8                | 3 814            | 172              | 2,71             | 89,9             | 4                |                  | 6                | 2  | 4                    | 343                  | 18                   | 3,15                 | 88,8                 | 0                    |                      |                      |                      |
| 2003-2004  | Oilers d'Edmonton     | LNH        | 44  | 17               | 18               | 6                | 2 486            | 107              | 2,58             | 89,6             | 3                |                  | -                | -  | -                    | -                    | -                    | -                    | -                    | -                    |                      |                      |                      |
| 2003-2004  | Avalanche du Colorado | LNH        | 5   | 1                | 3                | 1                | 304              | 12               | 2,37             | 91,2             | 0                |                  | 1                | 0  | 0                    | 27                   | 0                    | 0,00                 | 100                  | 0                    |                      |                      |                      |
| 2004-2005  | MODO Hockey           | Elitserien | 36  |                  |                  |                  | 2 165            | 93               | 2,58             | 90,9             | 0                |                  | 6                |    |                      | 358                  | 19                   | 3,18                 | 88,8                 | 1                    |                      |                      |                      |
| 2005-2006  | Frölunda HC           | Elitserien | 37  |                  |                  |                  | 2 189            | 90               | 2,47             | 91,1             | 0                |                  | 17               |    |                      | 1 019                | 40                   | 2,35                 | 92,0                 | 1                    |                      |                      |                      |
| 2006-2007  | Frölunda HC           | Elitserien | 22  |                  |                  |                  | 1 277            | 70               | 3,29             | 87,5             | 1                |                  | -                | -  | -                    | -                    | -                    | -                    | -                    | -                    |                      |                      |                      |
| Totaux LNH | Totaux LNH            | Totaux LNH | 526 | 210              | 225              | 73               | 30 435           | 1 296            | 2,55             | 90,5             | 37               |                  | 22               | 5  | 16                   | 1 367                | 58                   | 2,55                 | 90,9                 | 0                    |                      |                      |                      |